# Свети Дух
Вижте пояснителната страница за други значения на Свети Дух.
Светият Дух в християнството е едно от Лицата на Светата Троица, третата Ипостас на триединния Бог. [Свѣтъ Доухъ, латински – Sanctus Spiritus – м.р., старогръцки – Άγιο Πνεύμα (Agio Pnevma – ср.р.), иврит – רוח הקודש (Ruah haqodesh – ж.р.)]. Християните вярват, че Светият Дух по време на цялата история е давал на определени лица, групи и цели народи Своите благодатни дарове, които се предоставят на всеки вярващ посредством тайнствата.

## Определение
Светият Дух, като едно от Лицата на Светата Троица, има нетварен произход. Т.е. за разлика от останалите духове – ангели и други, споменаващи се в Библията, той не е сътворен, а е предвечен. Въпреки че по определение изхожда от Бог Отец, това изхождане не се разбира във времеви аспект, а като непрекъснато и вечно изхождане, като начин да се определи отношението на Светия Дух с другите две Ипостаси на Триединния Бог.

## Никейско-цариградски Символ на вярата
Вторият вселенски събор (Константинопол, 381) фиксира учението на Църквата за Светия Дух. Осмият член от Никейско-цариградския символ на вярата гласи „[Вярвам]... И в Светия Дух, Господа, Животворящия, Който от Отца изхожда, Комуто се покланяме и Когото славим наравно с Отца и Сина, и Който е говорил чрез пророците.“
Тук трябва да се уточни, че между различните християнски вероизповедания има известни различия не само в тълкуванията на този член от Символа на вярата, но и в самия текст. През VI век Западната църква (по-специално, първоначално в Испания, св. Исидор Севилски) добавя думата Filioque – т.е. Светият Дух изхожда (произлиза) не само от Отца, но и от Сина. Тази поправка е една от основните формални причини за схизмата между Западната и Източната църква през XI в. От една страна, протестантските вероизповедания наследяват от римокатолицизма добавката. От друга страна, древните дохалкидонски църкви – коптската, етиопската и арменската – се придържат към първоначалния текст заедно с Православната Църква. Трябва обаче да се отбележи, че въпреки съществуването на поправката на Запад, тя в продължение на векове не е била повод за разкол. Съвременните тълкувания говорят, че става дума по-скоро за различни интерпретации на една и съща идея, отколкото за фундаментално различие. Въпреки това основните общности, аргументирайки се с различни доводи, отстояват своята версия.

## Светият Дух в Библията

### Стар Завет
За първи път Духът (רוח) се споменава още в книгата Битие: „А земята беше безвидна и пуста; тъмнина се разстилаше над бездната и Дух Божий се носеше над водата“ (Бит. 1:2). По-нататък при сътворяването на човека: „…и вдъхна в лицето му дихание за живот, и стана човекът жива душа“ (Бит. 2:7). В староеврейския език думата, преведена на български (Издание на св. Синод, С, 1991) като дихание, е именно (רוח). Това дава основание на мнозина богослови да асоциират това дихание именно със Светия Дух.
По-нататък в старозаветните книги Светият Дух Се явява предимно като източник на свръхестествени дарби за избрани харизматични личности или за свръхестествени явления при важни исторически събития. Например:
- Самсон: „И Дух Господен слезе върху му, и той разкъса лъва като яре…“ (Съд. 14:6)
- Давид: „…и върху него слезе Дух Божий, и той вървеше и пророчестваше…“ (1 Царства, 19:23)

В тези и подобни случаи християнското богословие вижда проява на своята тринитарна доктрина в старозаветните писания. Това тълкуване, специфично християнско, не съвпада с разбирането на тези пасажи от страна на ортодоксалния юдаизъм.

### Нов Завет
В Новия Завет личността на Светия Дух е значително по-ясно откроена. Ако в Стария Завет за действията на Светия Дух се споменава само епизодично, то след Христовото Възкресение Духът е главно действащо лице в новозаветните текстове, а делата Му, без да губят своята мистичност, все повече се вплитат в живота на този свят, като водят към духовно израстване Църквата като цяло и лично всеки вярващ.

#### Свещена история
По-важни споменавания на Светия Дух в Новия завет:
- При непорочното зачатие на Благовещение ангелът казва на Йосиф: „... не бой се да приемеш Мария, жена си; защото заченалото се в нея е от Духа Светаго” (Мат. 1:20). „…Дух Светий ще слезе върху ти, и славата на Всевишния ще те осени; затова и Светото, Което ще се роди от тебе, ще се нарече Син Божий” (Лук. 1:35).
- При Кръщението на Иисус Христос на река Йордан (Богоявление): „И Дух Светий слезе върху Него в телесен вид, като гълъб, и чу се глас от небето, който казваше: Този е Моят възлюбен Син; върху Когото е Моето благоволение.“ Св. Йоан Кръстител свидетелства на хората за Иисус: „Аз ви кръстих с вода, а Той ще ви кръсти с Дух Светий“ (Марк 1:8).
- При слизането на Светия Дух върху апостолите на Петдесетница: „И всички се изпълниха с Дух Светий, и наченаха да говорят на други езици, според както Духът им даваше да изговарят“ (Деян. 2:4).

#### Етика
- „Затова казвам ви: всеки грях и хула ще се прости на човеците; но хулата против Духа няма да се прости на човеците; и ако някой каже дума против Сина Човечески, ще му се прости; но ако някой каже против Духа Светаго, няма да му се прости ни на този, ни на онзи свят“. (Мат. 12:31 – 32) Това пряко сочи централното място на разбирането на идеята за Светия Дух в християнството. Св. ап. Павел изрежда: „А плодът на духа е: любов, радост, мир, дълготърпение, благост, милосърдие, вяра, кротост, въздържание“. (Гал 5:22 – 23)

#### Апостолски тълкувания
Писателите на новозаветните книги – апостолите, често използват в изказа си понятието „Свети Дух“.
- „Но всекиму се дава да се прояви у него Духът за обща полза; защото едному се дава чрез Духа слово на мъдрост, другиму – слово на знание, чрез същия Дух;. едному – вяра, чрез същия Дух; другиму – дарби за лекуване, чрез същия Дух; едному – чудодействия, другиму – пророчество, едному – да различава духовете, другиму – разни езици, а другиму – да тълкува езици. Всичко това го произвежда един и същият Дух, като разпределя всекиму по отделно, както си иска.. И както тялото е едно, а има много членове, и всички членове на едното тяло, макар и много, са едно тяло, – тъй и Христос“. (1 Кор. 12:7 – 11)

## Светият Дух и практиката на християнството
Светият Дух е неразделен елемент от практиката на християнските общности във всичките ѝ аспекти. Най-важна е ролята му при църковните тайнства (седем на брой, макар някои протестантски общности да ги ограничават до две). Основните християнски конфесии обаче са единодушни, че без благодатното участие на Светия Дух, тайнството като такова е невъзможно. Понятието за Светия Дух присъства и в множество изповедни формули, молитви и т.н.
Свети Дух се празнува 51 дена след Великден, в деня след Петдесетница.

## Изобразяване на Светия Дух в иконографията
- Като гълъб – при сцени като Благовещение, Богоявление и изображенията на Св. Троица (новозаветна).
- Като ангел – условно, при т. нар. „Старозаветна Троица“. Според учението на Църквата, тримата ангели, срещнали се с Авраам и съобщили му за раждането на сина му Исаак и за бъдещата участ на Содом и Гомор (Бит. 12), са предобраз на Светата Троица. В изображението на тази Троица, единият от ангелите е именно Светият Дух.
- Като огнени езици – условно, при слизането Си над апостолите на Петдесетница – (Деян. 2:3), Светият Дух Се е явил във вид на огнени пламъци над главите им. Така огнените пламъци са се превърнали в един от символичните начини за изобразяване на Светия Дух.